# Skalariak (álbum)
Skalariak é o álbum de estreia da banda de ska Skalariak, lançado em 1 de janeiro de 1997.

## Faixas
| N.º            | Título                 | Duração |  |
| 1.             | "Sarrera I"            | 1:08    |  |
| 2.             | "O, neure erri"        | 3:33    |  |
| 3.             | "Ningún valor"         | 2:43    |  |
| 4.             | "Calipso-Reagge"       | 4:07    |  |
| 5.             | "Fuego de revolución"  | 4:08    |  |
| 6.             | "Todos los hintxas"    | 3:39    |  |
| 7.             | "Agur Euskal Herriari" | 2:35    |  |
| 8.             | "Jaia"                 | 3:41    |  |
| 9.             | "Rabia"                | 4:15    |  |
| 10.            | "Txapeldunak"          | 2:32    |  |
| 11.            | "Una vez más"          | 4:12    |  |
| 12.            | "Capitalismo caníbal"  | 2:16    |  |
| 13.            | "Niegan"               | 4:42    |  |
| 14.            | "Skalariak"            | 2:50    |  |
| Duração total: | Duração total:         | 46:21   |  |